# Sancho Porta

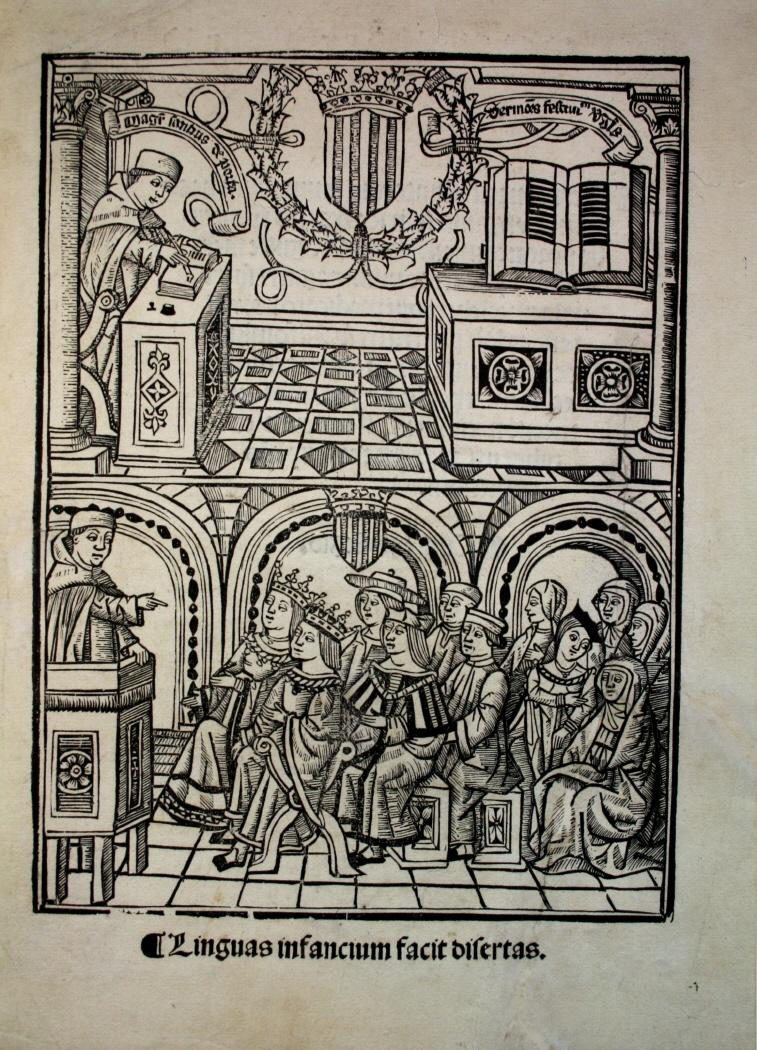
Fray Sancho Porta, O. P. escribiendo y predicando ante los reyes de Aragón. Grabado xilográfico a la vuelta de la hoja de título de Sermones festivitatum annualium Beatissime Virginis Mariae: fratris sanctii.... Joannis Joffre, Valencia, 1512.

Sancho Porta, fraile dominico natural de Zaragoza y fallecido en la misma ciudad en 1429, fue maestro de teología y predicador del papa Luna, que lo nombró maestro del Sacro Palacio. Aunque estrictamente contemporáneo de san Vicente Ferrer, la utilización del latín en sus sermones, al menos en la parte que de ellos ha llegado impresa, depurada y preparada para su difusión por Alfonso de Castro, pone de manifiesto que con ellos se dirigía a un auditorio más culto y menos popular que el del valenciano.

## Biografía
Sancho Porta ingresó en la Orden de Predicadores en el convento de Santo Domingo de Zaragoza, en el que en marzo de 1385 ocupaba la plaza de lector de filosofía. En 1397 participó en la fundación del convento dominico de Alcañiz, del que en 1403, siendo ya maestro de teología, fue nombrado prior. El mismo año o a comienzos del siguiente Pedro Martínez de Luna, a quien la Corona de Aragón reconocía como papa con el título de Benedicto XIII, lo nombró maestro del Palacio Apostólico. En tal condición intervino en 1414 en la Disputa de Tortosa. Se apartó del papa cismático en 1416 y retornó al convento de Alcañiz. Más adelante, hacia 1421, volvió a su convento de Zaragoza en el que falleció el 19 de noviembre de 1429, según se leía en la lápida de su sepultura en el citado convento, desaparecida ya en tiempos de Latassa.

## Obras impresas
- Sermones festiuitatum annualium Beatissime Virginis Mariae: fratris sanctii..., [colofón]: impressu[m] industria [et] op[er]a Joannis Joffre salutis anno supra millesimum quinçentisimo duodecio... In coronata hyspaniarum urbe Valentie... (Valencia, 1512)
- Diuinu[m] ac proinde inestimabile sed [et] omniu[m] que hucusq[ue] de christifera virgine scripta sunt preclarissimu[m] Mariale, [colofón]: Impressum in fammatissimo Lugdun[ensi] emporio: arte [et] industria Iohannis Cleyn alema[n]ni (Lyon, 1513).[6]
- Opus concionatoriū venerabilis Santii d[e] porta...: totius anni multiplices singular[um] dominicar[um] sermones continens, quadrisariamq[ue] diuisum; videlic[et] in Sermōes Hyemales d[e] tēpore, Sermones Estiuales d[e] tēpore, Mariale festa b. virg. cōtinens, Sanctorale vel sermōes d[e] s[an]ctis, [colofón]: Imp[res]ssa Hagenaw: impēsis D. Ioan Rynman de Oringau : opera Henrici Bran (Augsburgo, 1515).[7]